# جان کستل
جان کستل (انگلیسی: John Castle؛ زادهٔ ۱۴ ژانویهٔ ۱۹۴۰) یک هنرپیشه اهل انگلستان است.

## فیلم‌شناسی
از فیلم‌ها یا برنامه‌های تلویزیونی که وی در آن نقش داشته است می‌توان به آگراندیسمان، پلیس آهنی ۳، شیر در زمستان، ماجراهای شرلوک هلمز، ام آی فایو، خانم مارپل و پوآرو (فصل هشتم) اشاره کرد.